# Cigars or Nuts
Cigars or Nuts è un cortometraggio muto del 1911 diretto da Frank Wilson.

## Trama
Alla fiera, Mr. Mugwump vince un sigaro. Ma il suo fumo lo rende ubriaco.

## Produzione
Il film fu prodotto dalla Hepworth.

## Distribuzione
Distribuito dalla Hepworth, il film - un cortometraggio di 137 metri - uscì nelle sale cinematografiche britanniche nel settembre 1911.
Si conoscono pochi dati del film che, prodotto dalla Hepworth, fu distrutto nel 1924 dallo stesso produttore, Cecil M. Hepworth. Fallito, in gravissime difficoltà finanziarie, il produttore pensò in questo modo di poter almeno recuperare il nitrato d'argento della pellicola.